# فو جنسونگ
فو جنسونگ (چینی: 傅振嵩؛ ۱۸۷۲ – ۱۹۵۳) یک رزمی‌کار و استاد هنرهای رزمی اهل چین بود.
وی بنیان‌گذار «باگوآژانگ سبک فو» محسوب می‌شود و استادبزرگ «وودانگ‌چوئن» هم بود.
او یکی از «۵ ببر شمالی» و استاد برجستهٔ باگوآژانگ بود که بعدها به ارتش پیوست و فرماندهی یک گروه ۱۰۰ نفرهٔ سربازانِ رزمی‌کار را به‌عهده گرفت. او از هواداران و حامیان سون یات سن بود.